# Азиатские килеспинные ужи
Азиатские килеспинные ужи (лат. Atretium) — род змей из семейства ужеобразных, обитающий в Юго-Восточной Азии.

## Описание
Общая длина представителей этого рода колеблется от 30 до 87 см. Голова небольшая, морда закруглена. Глаза среднего размера с круглыми зрачками. Туловище стройное с сильно килеватой чешуей, повернутой в направлении хвоста. Окраска спины оливковая, коричневая, серая с разными оттенками. Брюхо имеет жёлтый, оранжевый, белый цвет.

## Образ жизни
Населяют низины, места возле водоёмов, мангровые леса, Хорошо лазают по деревьям и плавают. Активны днём, питаются земноводными, ракообразными, рыбой, насекомыми.

## Размножение
Это яйцекладущие змеи. Самки откладывают до 35 яиц.

## Распространение
Обитают в Индии, Непале, юго-западном Китае, на острове Шри-Ланка. 

## Классификация
На август 2018 года в род включают 2 вида:
- Atretium schistosum (Daudin, 1803) — Сланцевый килеспинный уж
- Atretium yunnanensis Anderson, 1879 — Юньнаньский килеспинный уж